# Esteban Pogany
Esteban Ernesto Pogany (San Nicolás de los Arroyos, 7 ottobre 1954) è un ex calciatore argentino di ruolo portiere.

## Palmarès

### Club

#### Competizioni nazionali
- Campionato argentino: 2

Independiente: Nacional 1978
Boca Juniors: Apertura 1992

#### Competizioni internazionali
- Coppa Libertadores: 1

Independiente: 1974
- Coppa Interamericana: 1

Independiente: 1974
- Copa de Oro: 1

Boca Juniors: 1993